# Eru Ilúvatar
Eru Ilúvatar – postać fikcyjna ze stworzonej przez J.R.R. Tolkiena mitologii Śródziemia, główny bohater pierwszej części Silmarillionu – Ainulindalë. Wszechmocny bóg, stwórca wszechświata (zwanego Eä), w którym Śródziemie było tylko jednym z kontynentów Ardy. Opiekę nad stworzeniem przekazał jednak Ainurom (z Valarami na czele).

## Eru w świecie przedstawionym

### Stworzenie wszechświata
Eru został przedstawiony w Silmarillionie. Jako główny bohater Ainulindalë wprowadza tematy do Muzyki Ainurów pozwalając im na rozwinięcie jego wizji przyszłego wszechświata. Później urzeczywistnia ją i oddaje Ainurom pieczę nad stworzeniem.

### Przemiana Świata
W Akallabêth, po tym, jak Manwë odwołał się do niego, dokonuje Przemiany Świata, zmieniając kształt Ardy (Ziemi) i otaczających ją sfer.

### Dzieci Ilúvatara
Eru stworzył także ludzi i elfów zamieszkujących Śródziemie – z tego względu obie rasy były zwane Dziećmi Iluvatara.  Pozostałe rasy nie zostały stworzone przez niego samego, np. krasnoludowie zostali ukształtowani przez Aulëgo, lecz to dzięki Eru istnieli jako samodzielne byty, niezależne od woli ich twórcy – nawet Valarowie nie mogli tworzyć nowych fëar – dusz istot rozumnych.

### Kult Eru
Kult Eru był wśród ludzi bardzo ograniczony, lecz Númenoryjczycy mieli trzy święta ku jego czci: wiosenne Erukyermë, letnie Erulaitalë oraz jesienne Eruhantalë. Wśród elfów nie było jednak podobnego kultu jak w Númenorze.

### Tajemny Płomień Ilúvatara
Od Ilúvatara pochodził Tajemny Płomień (oryg. Flame Imperishable), którego nadaremnie szukał Melkor przed stworzeniem Ardy i który został przez Eru rozpalony w jej „sercu”. Płomień ten nadawał bytom ich istnienie, będąc kluczem to tworzenia nowych bytów z niczego – z tego powodu Melkor chciał go dla siebie. Nie rozumiał jednak, że Płomień miał jedynie sam Eru.

## Analiza
Imiona stwórcy Śródziemia pochodzą z quenyi, Eru znaczy Jedyny, zaś Ilúvatar – Ojciec Wszechrzeczy. W tekstach Tolkiena używa się ich obu w zestawieniu lub pojedynczo.
Cooper i Whetter zwrócili uwagę na pewne podobieństwa między númenoryjskimi świętami ku czci Eru, a żydowskimi Sukkot, Pesach i Szawuot. Wg. M.R. Hickmana imię Eru było dla elfów zbyt święte by je wymawiać.
Paul Kocher uznaje Tajemny Płomień za byt równy Eru i porównuje go do Ducha Świętego.
Sam McBride poświęcił Eru i jego związkowi z stworzonymi przez niego bytami dużą część książki Tolkien's Cosmology: Divine Beings and Middle-earth. Nazwał system religijny Śródziemia „monoteistycznym politeizmem”, w którym Eru jest ostatecznym stworzycielem, lecz Valarowie opiekujący się Śródziemiem nadają mu cechy politeistyczne.